# 経集部 (大正蔵)
経集部（きょうしゅうぶ）とは、大正新脩大蔵経において、先行する8つの部には分類されない、残りの顕教仏典をまとめた領域のこと。
『薬師経』『弥勒経』、『維摩経』『金光明経』『楞伽経』『解深密経』等を含む。
第9番目の部であり、収録されている経典ナンバーは425から847まで。巻数では14-17巻に相当する。

## 構成

### 巻別
- 経集部 （一） 第14巻 - No.425-584
- 経集部 （二） 第15巻 - No.585-655
- 経集部 （三） 第16巻 - No.656-720
- 経集部 （四） 第17巻 - No.721-847

### 詳細
経集部 （一） 第14巻 - No.425-584
- 425.『賢劫経』
- 426.『千仏因縁経』
- 427.『八吉祥神呪経』
- 428.『八陽神呪経』
- 429.『八部仏名経』
- 430.『八吉祥経』
- 431.『八仏名号経』
- 432.『十吉祥経』
- 433.『宝網経』
- 434.『称揚諸仏功徳経』
- 435.『滅十方冥経』
- 436.『受持七仏名号所生功徳経』
- 437.『大乗宝月童子問法経』
- 438.『大乗大方広仏冠経』
- 439.『諸仏経』
- 440.『仏名経』
- 441.『仏名経』
- 442.『十方千五百仏名経』
- 443.『五千五百仏名神呪除障滅罪経』
- 444.『百仏名経』
- 445.『不思議功徳諸仏所護念経』
- 446.『三劫三千仏縁起・過去荘厳劫千仏名経』
- 447.『現在賢劫千仏名経』
- 448.『未来星宿劫千仏名経』
- 449.『薬師如来本願経』
- 450.『薬師瑠璃光如来本願功徳経』
- 451.『薬師瑠璃光七仏本願功徳経』
- 452.『観弥勒菩薩上生兜率天経』
- 453.『弥勒下生経』
- 454.『弥勒下生成仏経』
- 455.『弥勒下生成仏経』
- 456.『弥勒大成仏経』
- 457.『弥勒来時経』
- 458.『文殊師利問菩薩署経』
- 459.『文殊悔過経』
- 460.『文殊師利浄律経』
- 461.『文殊師利現宝蔵経』
- 462.『大方広宝篋経』
- 463.『文殊師利般涅槃経』
- 464.『文殊師利問菩提経』
- 465.『伽耶山頂経』
- 466.『象頭精舎経』
- 467.『大乗伽耶山頂経』
- 468.『文殊師利問経』
- 469.『文殊問経字母品第十四』
- 470.『文殊師利巡行経』
- 471.『文殊尸利行経』
- 472.『大乗善見変化文殊師利問法経』
- 473.『妙吉祥菩薩所問大乗法螺経』
- 474.『維摩詰経』
- 475.『維摩詰所説経』
- 476.『説無垢称経』
- 477.『大方等頂王経』
- 478.『大乗頂王経』
- 479.『善思童子経』
- 480.『月上女経』
- 481.『持人菩薩経』
- 482.『持世経』
- 483.『三曼陀跋陀羅菩薩経』
- 484.『不思議光菩薩所説経』
- 485.『無所有菩薩経』
- 486.『師子荘厳王菩薩請問経』
- 487.『離垢慧菩薩所問礼仏法経』
- 488.『宝授菩薩菩提行経』
- 489.『除蓋障菩薩所問経』
- 490.『八大菩薩経』
- 491.『六菩薩亦当誦持経』
- 492.『阿難問事仏吉凶経』
- 493.『阿難四事経』
- 494.『阿難七夢経』
- 495.『阿難分別経』
- 496.『大迦葉本経』
- 497.『摩訶迦葉度貧母経』
- 498.『初分説経』
- 499.『仏為阿支羅迦葉自化作苦経』
- 500.『羅雲忍辱経』
- 501.『沙曷比丘功徳経』
- 502.『仏為年少比丘説正事経』
- 503.『比丘避女悪名欲自殺経』
- 504.『比丘聴施経』
- 505.『随勇尊者経』
- 506.『犍陀国王経』
- 507.『未生冤経』
- 508.『阿闍世王問五逆経』
- 509.『阿闍世王授決経』
- 510.『採花違王上仏授決号妙花経』
- 511.『萍沙王五願経』
- 512.『浄飯王般涅槃経』
- 513.『琉璃王経』
- 514.『諫王経』
- 515.『如来示教勝軍王経』
- 516.『勝軍王所問経』
- 517.『末羅王経』
- 518.『旃陀越国王経』
- 519.『摩達国王経』
- 520.『薩羅国経』
- 521.『梵摩難国王経』
- 522.『普達王経』
- 523.『五王経』
- 524.『仏為優填王説王法政論経』
- 525.『長者子懊悩三処経』
- 526.『長者子制経』
- 527.『逝童子経』
- 528.『菩薩逝経』
- 529.『阿鳩留経』
- 530.『須摩提長者経』
- 531.『長者音悦経』
- 532.『私呵昧経』
- 533.『菩薩生地経』
- 534.『月光童子経』
- 535.『申日経』
- 536.『申日児本経』
- 537.『越難経』
- 538.『呵雕阿那鋡経』
- 539.『盧至長者因縁経』
- 540.『樹提伽経』
- 541.『仏大僧大経』
- 542.『耶祇経』
- 543.『巨力長者所問大乗経』
- 544.『辯意長者子経』
- 545.『徳護長者経』
- 546.『金耀童子経』
- 547.『大花厳長者問仏那羅延力経』
- 548.『金光王童子経』
- 549.『光明童子因縁経』
- 550.『金色童子因縁経』
- 551.『摩鄧女経』
- 552.『摩登女解形中六事経』
- 553.『櫞女祇域因縁経』
- 554.『柰女耆婆経』
- 555.『五母子経』
- 556.『七女経』
- 557.『龍施女経』
- 558.『龍施菩薩本起経』
- 559.『老女人経』
- 560.『老母女六英経』
- 561.『老母経』
- 562.『無垢賢女経』
- 563.『腹中女聴経』
- 564.『転女身経』
- 565.『順権方便経』
- 566.『楽瓔珞荘厳方便品経』
- 567.『梵志女首意経』
- 568.『有徳女所問大乗経』
- 569.『心明経』
- 570.『賢首経』
- 571.『婦人遇辜経』
- 572.『長者法志妻経』
- 573.『差摩婆帝授記経』
- 574.『堅固女経』
- 575.『大方等修多羅王経』
- 576.『転有経』
- 577.『大乗流転諸有経』
- 578.『無垢優婆夷問経』
- 579.『優婆夷浄行法門経』
- 580.『長者女菴提遮師子吼了義経』
- 581.『八師経』
- 582.『孫多耶致経』
- 583.『黒氏梵志経』
- 584.『長爪梵志請問経』

経集部 （二） 第15巻 - No.585-655
- 585.『持心梵天所問経』
- 586.『思益梵天所問経』
- 587.『勝思惟梵天所問経』
- 588.『須真天子経』
- 589.『魔逆経』
- 590.『四天王経』
- 591.『商主天子所問経』
- 592.『天請問経』
- 593.『仏為勝光天子説王法経』
- 594.『大自在天子因地経』
- 595.『嗟韈曩法天子受三帰依獲免悪道経』
- 596.『天王太子辟羅経』
- 597.『龍王兄弟経』
- 598.『海龍王経』
- 599.『仏為海龍王説法印経』
- 600.『十善業道経』
- 601.『仏為娑伽羅龍王所説大乗経』
- 602.『大安般守意経』
- 603.『陰持入経』
- 604.『禅行三十七品経』
- 605.『禅行法想経』
- 606.『修行道地経』
- 607.『道地経』
- 608.『小道地経』
- 609.『禅要経』
- 610.『内身観章句経』
- 611.『法観経』
- 612.『身観経』
- 613.『禅秘要法経』
- 614.『坐禅三昧経』
- 615.『菩薩訶色欲法経』
- 616.『禅法要解』
- 617.『思惟略要法』
- 618.『達摩多羅禅経』
- 619.『五門禅経要用法』
- 620.『治禅病秘要法』
- 621.『仏印三昧経』
- 622.『自誓三昧経』
- 623.『如来独証自誓三昧経』
- 624.『伅真陀羅所問如来三昧経』
- 625.『大樹緊那羅王所問経』
- 626.『阿闍世王経』
- 627.『文殊支利普超三昧経』
- 628.『未曾有正法経』
- 629.『放鉢経』
- 630.『成具光明定意経』
- 631.『法律三昧経』
- 632.『慧印三昧経』
- 633.『如来智印経』
- 634.『大乗智印経』
- 635.『弘道広顕三昧経』
- 636.『無極宝三昧経』
- 637.『宝如来三昧経』
- 638.『超日明三昧経』
- 639.『月燈三昧経』
- 640.『月燈三昧経』
- 641.『月燈三昧経』
- 642.『首楞厳三昧経』
- 643.『観仏三昧海経』
- 644.『金剛三昧本性清浄不壊不滅経』
- 645.『不必定入定入印経』
- 646.『入定不定印経』
- 647.『力荘厳三昧経』
- 648.『寂照神変三摩地経』
- 649.『観察諸法行経』
- 650.『諸法無行経』
- 651.『諸法本無経』
- 652.『大乗随転宣説諸法経』
- 653.『仏蔵経』
- 654.『入無分別法門経』
- 655.『勝義空経』

経集部 （三） 第16巻 - No.656-720
- 656.『菩薩瓔珞経』
- 657.『華手経』
- 658.『宝雲経』
- 659.『大乗宝雲経』
- 660.『宝雨経』
- 661.『大乗百福相経』
- 662.『大乗百福荘厳相経』
- 663.『金光明経』
- 664.『合部金光明経』
- 665.『金光明最勝王経』
- 666.『大方等如来蔵経』
- 667.『大方広如来蔵経』
- 668.『不増不減経』
- 669.『無上依経』
- 670.『楞伽阿跋多羅宝経』
- 671.『入楞伽経』
- 672.『大乗入楞伽経』
- 673.『大乗同性経』
- 674.『証契大乗経』
- 675.『深密解脱経』
- 676.『解深密経』
- 677.『解節経』
- 678.『相続解脱地波羅蜜了義経』
- 679.『相続解脱如来所作随順処了義経』
- 680.『仏地経』
- 681.『大乗密厳経』
- 682.『大乗密厳経』
- 683.『諸徳福田経』
- 684.『父母恩重難報経』
- 685.『盂蘭盆経』
- 686.『報恩奉盆経』
- 687.『孝子経』
- 688.『未曾有経』
- 689.『甚希有経』
- 690.『希有挍量功徳経』
- 691.『最無比経』
- 692.『作仏形像経』
- 693.『造立形像福報経』
- 694.『大乗造像功徳経』
- 695.『灌洗仏形像経』
- 696.『摩訶刹頭経』
- 697.『浴像功徳経』
- 698.『浴仏功徳経』
- 699.『造塔功徳経』
- 700.『右繞仏塔功徳経』
- 701.『温室洗浴衆僧経』
- 702.『施燈功徳経』
- 703.『燈指因縁経』
- 704.『楼閣正法甘露鼓経』
- 705.『布施経』
- 706.『五大施経』
- 707.『出家功徳経』
- 708.『了本生死経』
- 709.『稲芉経』
- 710.『慈氏菩薩所説大乗縁生稲曚喩経』
- 711.『大乗舎黎娑担摩経』
- 712.『大乗稲芉経』
- 713.『貝多樹下思惟十二因縁経』
- 714.『縁起聖道経』
- 715.『旧城喩経』
- 716.『縁生初勝分法本経』
- 717.『分別縁起初勝法門経』
- 718.『分別縁生経』
- 719.『十二縁生祥瑞経』
- 720.『無明羅刹集』

経集部 （四） 第17巻 - No.721-847
- 721.『正法念処経』
- 722.『妙法聖念処経』
- 723.『分別業報略経』
- 724.『罪業応報教化地獄経』
- 725.『六道伽陀経』
- 726.『六趣輪迴経』
- 727.『十不善業道経』
- 728.『諸法集要経』
- 729.『分別善悪所起経』
- 730.『処処経』
- 731.『十八泥犁経』
- 732.『罵意経』
- 733.『堅意経』
- 734.『鬼問目連経』
- 735.『四願経』
- 736.『四自侵経』
- 737.『所欲致患経』
- 738.『分別経』
- 739.『慢法経』
- 740.『頞多和多耆経』
- 741.『五苦章句経』
- 742.『自愛経』
- 743.『忠心経』
- 744.『除恐災患経』
- 745.『雑蔵経』
- 746.『餓鬼報応経』
- 747.『罪福報応経・輪転五道罪福報応経』
- 748.『護浄経』
- 749.『因縁僧護経』
- 750.『沙弥羅経』
- 751.『五無反復経』
- 752.『五無返復経』
- 753.『十二品生死経』
- 754.『未曾有因縁経』
- 755.『浄意優婆塞所問経』
- 756.『八無暇有暇経』
- 757.『身毛喜豎経』
- 758.『諸行有為経』
- 759.『較量寿命経』
- 760.『惟日雑難経』
- 761.『法集経』
- 762.『決定義経』
- 763.『法乗義決定経』
- 764.『法集名数経』
- 765.『本事経』
- 766.『法身経』
- 767.『三品弟子経』
- 768.『三慧経』
- 769.『四輩経』
- 770.『四不可得経』
- 771.『四品学法経』
- 772.『大乗四法経』
- 773.『菩薩修行四法経』
- 774.『大乗四法経』
- 775.『四無所畏経』
- 776.『四品法門経』
- 777.『賢者五福徳経』
- 778.『菩薩内習六波羅蜜経』
- 779.『八大人覚経』
- 780.『十力経』
- 781.『仏十力経』
- 782.『十号経』
- 783.『十二頭陀経』
- 784.『四十二章経』
- 785.『得道梯橙錫杖経・又持錫杖法』
- 786.『木槵子経』
- 787.『曼殊室利呪蔵中校量数珠功徳経』
- 788.『校量数珠功徳経』
- 789.『金剛頂瑜伽念珠経』
- 790.『孛経抄』
- 791.『出家縁経』
- 792.『法受塵経』
- 793.『仏医経』
- 794.『時非時経』
- 795.『仏治身経』
- 796.『見正経』
- 797.『貧窮老公経』
- 798.『進学経』
- 799.『略教誡経』
- 800.『無上処経』
- 801.『無常経』
- 802.『信解智力経』
- 803.『清浄心経』
- 804.『解憂経』
- 805.『栴檀樹経』
- 806.『枯樹経』
- 807.『内蔵百宝経』
- 808.『犢子経』
- 809.『乳光仏経』
- 810.『諸仏要集経』
- 811.『決定総持経』
- 812.『菩薩行五十縁身経』
- 813.『無希望経』
- 814.『象腋経』
- 815.『仏昇忉利天為母説法経』
- 816.『道神足無極変化経』
- 817.『大浄法門経』
- 818.『大荘厳法門経』
- 819.『法常住経』
- 820.『演道俗業経』
- 821.『大方広如来秘密蔵経』
- 822.『諸法勇王経』
- 823.『一切法高王経』
- 824.『諸法最上王経』
- 825.『甚深大回向経』
- 826.『弟子死復生経』
- 827.『懈怠耕者経』
- 828.『無字宝篋経』
- 829.『大乗離文字普光明蔵経』
- 830.『大乗遍照光明蔵無字法門経』
- 831.『謗仏経』
- 832.『仏語経』
- 833.『第一義法勝経』
- 834.『大威燈光仙人問疑経』
- 835.『如来師子吼経』
- 836.『大方広師子吼経』
- 837.『出生菩提心経』
- 838.『発菩提心破諸魔経』
- 839.『占察善悪業報経』
- 840.『称讃大乗功徳経』
- 841.『説妙法決定業障経』
- 842.『大方広円覚修多羅了義経』
- 843.『大乗不思議神通境界経』
- 844.『大方広未曾有経善巧方便品』
- 845.『尊那経』
- 846.『外道問聖大乗法無我義経』
- 847.『大乗修行菩薩行門諸経要集』